# آنتونیو روزاتی
آنتونیو روزاتی (انگلیسی: Antonio Rosati؛ زادهٔ ۲۶ ژوئن ۱۹۸۳) بازیکن فوتبال اهل ایتالیا است.
از باشگاه‌هایی که در آن بازی کرده‌است می‌توان به باشگاه فوتبال پروجا، فیورنتینا، لچه، ساسولو و ناپولی اشاره کرد.